# Елізабет Гувер
Елíзабет Гýвер (англ. Elizabeth Hoover) — один з другорядних персонажів мультсеріалу «Сімпсони». Вчителька і класний керівник у 2 класі, де навчається Ліса Сімпсон.

## Біографія
У перших епізодах персонаж міс Гувер пишалася тим, що в її класі є яскрава учениця Ліса Сімпсон. Однак, у пізніших сезонах мультсеріалу її зображено морально зношеною роками праці у Спринґфілдській пчатковій школі, а у серії «Lisa Gets an «A»» вперше відкрито зображено її проблему з алкоголем. Про це також згадує вчителька третього класу в серії «Bart vs. Lisa vs. the Third Grade».
У міс Гувер світло-русяве волосся (у ранніх серіях синє), вона носить білу сорочку і фіолетову спідницю. Веде AMC Pacer (серія «Bart Stops to Smell the Roosevelts»).
Часто страждає від стресів. Відчайдушно намагається відновити стабільність, наприклад, вийти з класу, щоб з закритими очима проказати собі «Спокійний синій океан, спокійний синій океан», чи навіть двічі сідала в авто та їхала геть.
У серії «Lisa's Substitute» підозрювала у себе хворобу Лайма. Її замінив учитель-замінник містер Берґстром. Однак з’ясувалося, що її стан був психосоматичним, що, на думку дітей, означало, що вона одночасно і «прикидається», і «божевільна».
Вона — досить холодна і зла людина. Вона із задоволенням брала участь у багатьох Спрінґфілдських бунтах і заворушеннях. Гувер має досить консервативні переконання, наприклад, вважає що чоловіки завжди головні і ненавидить вільнодумство. Часто показана розкутою.

## Відносини з учнями
Часто дає 2 класу різні тести, з яких Ліса Сімпсон практично завжди отримує за них відмінні оцінки. Через це їй надзвичайно набридло мати справу з нестримним ентузіазмом дівчинки. Часто принижує Ральфа Віггама за розумову неповноцінність, відкрито натякаючи на це, і виправдовуючи глузування однокласників над хлопчиком.
У книзі «The Lisa Book» Лісу визначає її характер як «Плоский лайнер».

## Особисте життя
Елізабет мала кілька романів
- У 7 серії 9 сезону «The Two Mrs. Nahasapeemapetilons» зустрічалась з Апу на один вечір
- у 21 серії 18 сезону «24 Minutes» зустрічалась із завгоспом Віллі
- У 6 серії 20 сезону «Homer and Lisa Exchange Cross Words» неназваний чоловік запропонував їй одружитися на стадіоні. Однак, вона найняла Гомера, щоб розірвати їх.
- У 27 сезоні вона двічі проявляла потяг до професора Фрінка. Вона була разом з ним на «дорослому Хелловіні» у серії «Halloween of Horror», а в серії «Love Is in the N2-O2-Ar-CO2-Ne-He-CH4» зацікавилася ним, коли той зробив себе бажаним для жінок.